# Hesselsberg
Der Hesselsberg – alternativ Hesselberg genannt – ist ein 463 Meter hoher Berg im Pfälzerwald.

## Geographie

### Lage
Der Berg liegt auf der Gemarkung der Ortsgemeinde Clausen rund drei Kilometer ostnordöstlich von deren Siedlungsgebiet inmitten des Gräfensteiner Landes, das in nördlicher Richtung in das Pfälzische Holzland übergeht.
Am Nordfuß befindet sich das vom namensgebenden Schwarzbach durchflossene Schwarzbachtal, das zugleich die Gemarkungsgrenze zu Waldfischbach-Burgalben beziehungsweise Heltersberg bildet. Am Nordostfuß befindet sich der Clausensee. Entlang seines West- und Südwestfußes verläuft der Hollertalbach.
Umliegende Berge sind – im Uhrzeigersinn – der Dreisommerberg, der Dinkelsberg, der Große Hundsberg (447 m ü. NHN), der Schmale Kopf (499,2 m) und der Enzenbühl.

### Naturräumliche Zuordnung
1. Großregion 1. Ordnung: Schichtstufenland beiderseits des Oberrheingrabens
2. Großregion 2. Ordnung: Pfälzisch-saarländisches Schichtstufenland
3. Großregion 3. Ordnung: Pfälzerwald
4. Region 4. Ordnung (Haupteinheit): Mittlerer Pfälzerwald
5. Region 5. Ordnung: Gräfensteiner Land

## Geschichte
Nach dem Zweiten Weltkrieg bis 1991 existierte auf dem Berg das Sonderwaffenlager Clausen, das 1990 im Zuge der Aktion Lindwurm überregionale Bekanntheit erlangt.

## Tourismus
Über den Berg verläuft der regionale Rundweg Wandern in Clausen C12.